# Березівка (притока Мерли)
Бере́зівка — річка в Полтавській області, ліва притока річки Мерла (басейн Дніпра). 
Тече територією Котелевського району.